# Flavio Maestri
Flavio Francisco Maestri Andrade, mais conhecido Maestri (Lima, 21 de janeiro de 1973), é um ex-futebolista peruano que atua como atacante. Atualmente, é treinador do Coronel Bolognesi. Ele defendeu a Seleção Peruana de 1991 a 2007.

## Carreira
Maestri fez parte do elenco da Seleção Peruana de Futebol da Copa América de 2004.